# Serie Mundial Amateur de Béisbol de 1952
La XIII Serie Mundial Amateur de Béisbol se llevó a cabo en Cuba del 6 de septiembre al 26 de septiembre de 1952.

## Primera Ronda
Los tres primeros equipos de cada grupo pasaron a la ronda final.

### Grupo A
| Posición | Equipo                | Ganados | Perdidos |
| -------- | --------------------- | ------- | -------- |
| 1        | Cuba                  | 5       | 1        |
| 2        | Puerto Rico           | 5       | 1        |
| 3        | Nicaragua             | 4       | 2        |
| 4        | México                | 3       | 3        |
| 5        | Antillas Neerlandesas | 2       | 4        |
| 6        | El Salvador           | 2       | 4        |
| 7        | Honduras              | 0       | 6        |

### Grupo B
| Posición | Equipo               | Ganados | Perdidos |
| -------- | -------------------- | ------- | -------- |
| 1        | Venezuela            | 4       | 1        |
| 2        | República Dominicana | 4       | 1        |
| 3        | Panamá               | 4       | 1        |
| 4        | Colombia             | 2       | 3        |
| 5        | Costa Rica           | 1       | 4        |
| 6        | Guatemala            | 0       | 5        |

## Ronda final
| Posición | Equipo               | Ganados | Perdidos | Empatados |
| -------- | -------------------- | ------- | -------- | --------- |
| 1        | Cuba                 | 4       | 1        |           |
| 2        | República Dominicana | 3       | 2        |           |
| 3        | Puerto Rico          | 2       | 2        | 1         |
| 4        | Panamá               | 2       | 2        | 1         |
| 5        | Nicaragua            | 2       | 3        |           |
| 6        | Venezuela            | 1       | 4        |           |

| Cuba         |
| Campeón Cuba |
| Sexto título |

## Clasificación Final
| Posición | Equipo                | Ganados | Perdidos | Empatados |
| -------- | --------------------- | ------- | -------- | --------- |
| 1        | Cuba                  | 9       | 2        |           |
| 2        | República Dominicana  | 7       | 3        |           |
| 3        | Puerto Rico           | 7       | 3        | 1         |
| 4        | Panamá                | 6       | 3        | 1         |
| 5        | Nicaragua             | 6       | 5        |           |
| 6        | Venezuela             | 5       | 5        |           |
| 7        | México                | 3       | 3        |           |
| 8        | Colombia              | 2       | 3        |           |
| 9        | Antillas Neerlandesas | 2       | 4        |           |
| 10       | El Salvador           | 2       | 4        |           |
| 11       | Costa Rica            | 1       | 4        |           |
| 12       | Guatemala             | 0       | 5        |           |
| 13       | Honduras              | 0       | 6        |           |